# Swobodna energia powierzchniowa
Swobodna energia powierzchniowa, SEP z ang. Surface Free Energy (SFE) - wielkość charakteryzująca właściwości powierzchni używana w technice.
Swobodna energia powierzchniowa jest równa pracy, jaka potrzebna jest do utworzenia jednostkowej powierzchni podczas rozdziału dwóch znajdujących się w równowadze faz w odwracalnym procesie izotermicznym. Jednostką swobodnej energii powierzchniowej jest mJ/m2 (milidżul na metr kwadratowy).
Wartość swobodnej energii powierzchniowej otrzymywana jest na podstawie wyznaczonych poprzez różne ciecze pomiarowe kątów zwilżania.
Metody wyznaczania swobodnej energii powierzchniowej:
1. Równanie stanu
2. Metoda Fowkesa
3. Metoda Owensa-Wendta
4. Metoda Wu
5. Metoda van Ossa-Chauhury-Gooda
6. Metoda Zismana
7. Metoda Neumanna
8. Metoda oparta na pomiarach histerezy kąta zwilżania.

Za pomocą pierwszej metody można wyznaczyć całkowitą swobodną energię powierzchniową przy wykorzystaniu pomiarów jedną cieczą. Do wyznaczenia swobodnej energii powierzchniowej dla metod w punktach 2. 3. i 4. wystarczy wyznaczyć kąty zwilżania dla dwóch cieczy pomiarowych (przy czym swobodna energia powierzchniowa jest sumą dwóch składowych: D -dyspersyjnej i P - polarnej), natomiast dla metody 5. należy wyznaczyć kąty zwilżania dla trzech cieczy pomiarowych (swobodna energia powierzchniowa jest sumą dwóch składowych: LW - związanej z oddziaływaniami dalekiego zasięgu: dyspersyjne, polarne i indukcyjne oraz AB - oddziaływania kwasowo-zasadowe).